# Depois da Terra
After Earth (bra/prt: Depois da Terra) é um filme de ficção científica estadunidense de 2013, dirigido e coescrito por M. Night Shyamalan, a partir de um argumento de Will Smith. Smith estrela o filme como Cypher Raige, um humano que tem um  pouso forçado na Terra um milênio depois do planeta ter sido abandonado pela humanidade acompanhado de seu filho Kitai Raige, interpretado pelo filho do ator, Jaden Smith. O filme foi lançado pela Columbia Pictures em 31 de maio de 2013 nos cinemas norte-americanos e nos cinemas brasileiros em 7 de junho.

## Sinopse
1.000 anos após um cataclismo que tornou o nosso planeta um lugar hostil e ter obrigado os humanos a se abrigarem no planeta Nova Prime, uma aterrissagem forçada deixa o jovem Kitai Raige (Jaden Smith) e seu pai Cypher (Will Smith) na Terra. Com Cypher machucado, Kitai deve iniciar uma jornada perigosa para sinalizar e conseguir ajuda, enfrentando o terreno desconhecido, com espécies evoluídas que agora governam o planeta e uma criatura alienígena incansável que escapou durante o acidente. Pai e filho devem aprender a trabalhar juntos e confiar um no outro se quiserem ter qualquer chance de fugir da Terra e voltar para casa.

## Elenco
- Will Smith como Cypher Raige
- Jaden Smith como Kitai Raige
- Isabelle Fuhrman como Rayna
- Kristofer Hivju como Chefe da Segurança
- Gabriel Casta como Guarda Real
- Mohamed Daha como Ryan
- Zoë Kravitz como Senshi Raige
- Sophie Okonedo como Faia Raige
- David Denman como McQuarrie
- Lincoln Lewis como Bo

## Produção
Enquanto Will Smith assistia o seriado Sobrevivi com seu cunhado Caleeb Pinkett, teve a ideia para um filme em que um pai e filho tinham um acidente de carro em uma região remota, e o filho tinha de sair e buscar resgate. Smith eventualmente decidiu mudar a história para um futuro distante, pedindo a ajuda do roteirista de O Livro de Eli, Gary Whitta, para desenvolver o texto. Em agosto de 2010, Smith convidou M. Night Shyamalan, que havia acabado de lançar The Last Airbender, para trabalhar no então intitulado One Thousand A. E.. Shyamalan reescreveu o roteiro de Whitta, que mais tarde recebeu revisões não-creditadas de Stephen Gaghan, e Mark Boal.
A fotografia principal para After Earth começou em fevereiro de 2012. Grande parte das filmagens aconteceu em Costa Rica; Humboldt County, na Califórnia e Aston, Pensilvânia. Uma imagem do personagem de Jaden no traje foi lançado em 15 de fevereiro de 2012, sendo logo depois lançada oito novas imagens da produção em julho de 2012. As filmagens de After Earth foi feito usando a câmera digital "Sony 's CineAlta F65", para ser exibido no cinema digital em resolução 4K.

## Recepção
Depois da Terra tem recebido geralmente avaliações negativas dos críticos especializados.  Atualmente é certificado como "podre" com uma classificação de 11% no Rotten Tomatoes, baseado em 148 opiniões. Possui uma pontuação de 32 no Metacritic com base em 35 comentários, o que indica "revisões geralmente negativas".  No entanto, o filme ainda ganhou uma classificação B no CinemaScore do público que foram entrevistado no dia de abertura.
Lucas Salgado escreveu sua critica no site AdoroCinema que intitulou de "Sem foco e sem brilho". Nela o crítico fala que "o filme ficará pouco tempo na cabeça do espectador". Segundo ele, Depois da Terra também "decepciona com relação aos efeitos visuais. As naves, as bases, os planetas, as viagens no espaço". Lucas concedeu 2 de 5 estrelas ao filme. Pablo Bazarello concedeu a mesma quantidade de estrelas ao filme, e relatou que "o filme não mostra nada verdadeiramente incrível ou novo. Ao final o sentimento é o de se ter mascado um bom chiclete, não delicioso, no qual não se deposita um pensamento após ter sido descartado no lixo. Uma missão onde um jovem precisa atravessar um percurso enfrentando macacos, aves, e espécies de tigres não é exatamente um material digno do melhor blockbuster".
No entanto, Matt Zoller Seitz de RogerEbert.com premiou o filme com 3.5 de 4 estrelas e comentou que o filme "é uma agradável surpresa, [...] uma fábula moral disfarçada de blockbuster de ficção científica. Não é um clássico, mas é um filme especial: espetacular e sábio". Manohla Dargis escreveu no New York Times que "a maior parte do filme é uma enrolação sem interesse, aliviada por alguma risada involuntária ou por momentos de beleza visual. Shyamalan costuma carregar seus filmes com uma seriedade excessiva. Mas de vez em quando ele oferece alguma imagem [...] que sai do torpor".